# Toshimitsu Teshima
Toshimitsu Teshima (japanisch 手嶋 敏光 Toshimitsu Teshima; * 12. Dezember 1942) ist ein ehemaliger japanischer Radrennfahrer.

## Sportliche Laufbahn
Teshima war im Bahnradsport aktiv. Er war Teilnehmer der Olympischen Sommerspiele 1964 in Tokio. Im Tandemrennen schied er mit seinem Partner Hideo Madarame im Vorlauf aus.
Teshima gehörte in Japan zu den erfolgreichsten Keirinfahrern seiner Zeit.